# Lista över fornlämningar i Ulricehamns kommun (Böne)
Lista över fornlämningar i Ulricehamns kommun (Böne) är en förteckning av ett urval av de fornlämningar som finns i Böne i Ulricehamns kommun.
| Namn                    | Lämningstyp    | Tillkomsttid | Historisk indelning | Plats | Läge                 | ID-nr          | Bild                                 |
| ----------------------- | -------------- | ------------ | ------------------- | ----- | -------------------- | -------------- | ------------------------------------ |
| Böne 1:1                | Gravfält       |              | Böne, Västergötland |       | 57.883293, 13.506195 | 10164500010001 | Ladda upp en bild av detta fornminne |
| Böne 2:1                | Gravfält       |              | Böne, Västergötland |       | 57.880670, 13.517180 | 10164500020001 | Ladda upp en bild av detta fornminne |
| Böne 3:1                | Gravfält       |              | Böne, Västergötland |       | 57.876860, 13.533515 | 10164500030001 | Ladda upp en bild av detta fornminne |
| Gravabacken (Böne 4:1)  | Gravfält       |              | Böne, Västergötland |       | 57.878125, 13.536089 | 10164500040001 | Ladda upp en bild av detta fornminne |
| Böne 5:1                | Stensättning   |              | Böne, Västergötland |       | 57.892007, 13.512115 | 10164500050001 | Ladda upp en bild av detta fornminne |
| Böne 6:1                | Röse           |              | Böne, Västergötland |       | 57.890050, 13.512681 | 10164500060001 | Ladda upp en bild av detta fornminne |
| Böne 7:1                | Röse           |              | Böne, Västergötland |       | 57.889684, 13.509397 | 10164500070001 | Ladda upp en bild av detta fornminne |
| Böne 8:1                | Stensättning   |              | Böne, Västergötland |       | 57.888446, 13.510144 | 10164500080001 | Ladda upp en bild av detta fornminne |
| Böne 9:1                | Hög            |              | Böne, Västergötland |       | 57.880003, 13.519461 | 10164500090001 | Ladda upp en bild av detta fornminne |
| Böne 10:1               | Stensättning   |              | Böne, Västergötland |       | 57.877456, 13.535110 | 10164500100001 | Ladda upp en bild av detta fornminne |
| Böne 10:2               | Stensättning   |              | Böne, Västergötland |       | 57.877499, 13.535301 | 10164500100002 | Ladda upp en bild av detta fornminne |
| Böne 10:3               | Stensättning   |              | Böne, Västergötland |       | 57.877536, 13.535476 | 10164500100003 | Ladda upp en bild av detta fornminne |
| Böne 11:1               | Stensättning   |              | Böne, Västergötland |       | 57.876454, 13.533635 | 10164500110001 | Ladda upp en bild av detta fornminne |
| Böne 11:2               | Stensättning   |              | Böne, Västergötland |       | 57.876403, 13.533466 | 10164500110002 | Ladda upp en bild av detta fornminne |
| Böne 12:1               | Stensättning   |              | Böne, Västergötland |       | 57.877242, 13.532638 | 10164500120001 | Ladda upp en bild av detta fornminne |
| Böne 12:2               | Stensättning   |              | Böne, Västergötland |       | 57.877240, 13.532825 | 10164500120002 | Ladda upp en bild av detta fornminne |
| Böne 13:1               | Hällristning   |              | Böne, Västergötland |       | 57.878280, 13.536939 | 10164500130001 | Ladda upp en bild av detta fornminne |
| Böne 14:1               | Röse           |              | Böne, Västergötland |       | 57.885774, 13.539590 | 10164500140001 | Ladda upp en bild av detta fornminne |
| Böne 15:1               | Röse           |              | Böne, Västergötland |       | 57.888348, 13.560600 | 10164500150001 | Ladda upp en bild av detta fornminne |
| Böne 16:1               | Stensättning   |              | Böne, Västergötland |       | 57.861613, 13.536166 | 10164500160001 | Ladda upp en bild av detta fornminne |
| Böne 18:1               | Hällristning   |              | Böne, Västergötland |       | 57.883597, 13.505598 | 10164500180001 | Ladda upp en bild av detta fornminne |
| Böne 19:1               | Stenkammargrav |              | Böne, Västergötland |       | 57.877000, 13.501622 | 10164500190001 | Ladda upp en bild av detta fornminne |
| Böne 19:2               | Stensättning   |              | Böne, Västergötland |       | 57.877035, 13.501329 | 10164500190002 | Ladda upp en bild av detta fornminne |
| Böne 21:1               | Hög            |              | Böne, Västergötland |       | 57.876935, 13.528107 | 10164500210001 | Ladda upp en bild av detta fornminne |
| Böne 22:1               | Röse           |              | Böne, Västergötland |       | 57.885591, 13.556860 | 10164500220001 | Ladda upp en bild av detta fornminne |
| Böne 28:1               | Stensättning   |              | Böne, Västergötland |       | 57.872625, 13.526329 | 10164500280001 | Ladda upp en bild av detta fornminne |
| Böne 35:1               | Hällristning   |              | Böne, Västergötland |       | 57.867279, 13.524330 | 10164500350001 | Ladda upp en bild av detta fornminne |
| Villaholmen (Böne 39:1) | Borg           |              | Böne, Västergötland |       | 57.899818, 13.572211 | 10164500390001 | Ladda upp en bild av detta fornminne |
| Böne 40:1               | Stensättning   |              | Böne, Västergötland |       | 57.877439, 13.509502 | 10164500400001 | Ladda upp en bild av detta fornminne |
| Böne 41:1               | Stensättning   |              | Böne, Västergötland |       | 57.876635, 13.508790 | 10164500410001 | Ladda upp en bild av detta fornminne |
| Böne 45:1               | Hällristning   |              | Böne, Västergötland |       | 57.881107, 13.503403 | 10164500450001 | Ladda upp en bild av detta fornminne |
| Böne 46:1               | Hällristning   |              | Böne, Västergötland |       | 57.881750, 13.504079 | 10164500460001 | Ladda upp en bild av detta fornminne |
| Böne 48:1               | Stensättning   |              | Böne, Västergötland |       | 57.876007, 13.548604 | 10164500480001 | Ladda upp en bild av detta fornminne |
| Böne 52:1               | Röse           |              | Böne, Västergötland |       | 57.888312, 13.517010 | 10164500520001 | Ladda upp en bild av detta fornminne |
| Böne 57:1               | Stensättning   |              | Böne, Västergötland |       | 57.886654, 13.557675 | 10164500570001 | Ladda upp en bild av detta fornminne |
| Böne 58:1               | Stensättning   |              | Böne, Västergötland |       | 57.892309, 13.507364 | 10164500580001 | Ladda upp en bild av detta fornminne |
| Böne 59:1               | Hällristning   |              | Böne, Västergötland |       | 57.889921, 13.514138 | 10164500590001 | Ladda upp en bild av detta fornminne |